# Cervoneț

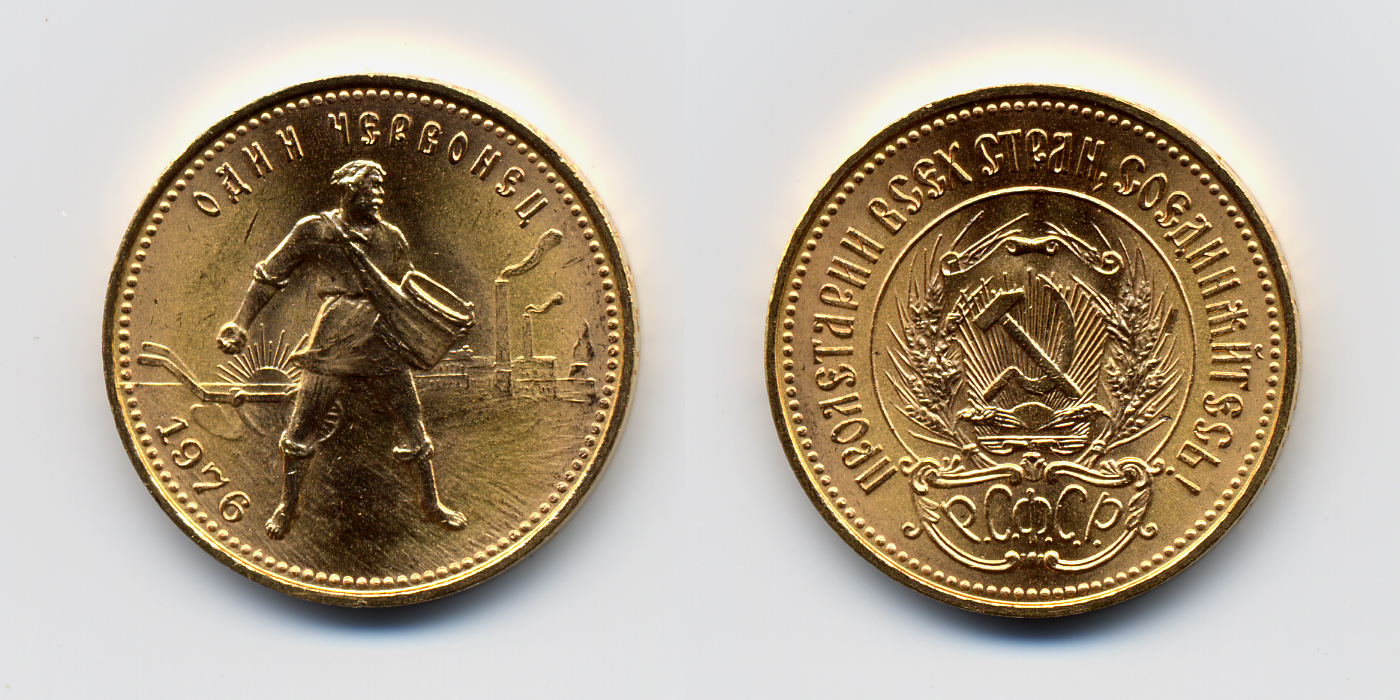
Monedă de aur din 1923, reemisă în anul 1976, de Republica Sovietică Federativă Socialistă Rusă, cu valoarea nominală de 1 cervoneț (zece ruble)

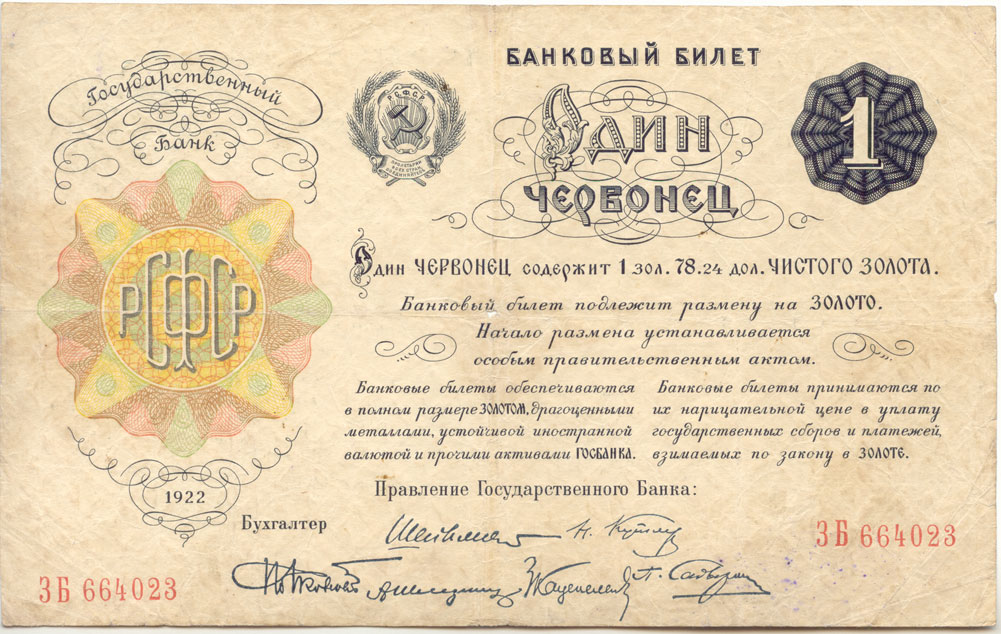
Bancnotă cu valoarea nominală de 1 cervoneț emisă în 1922

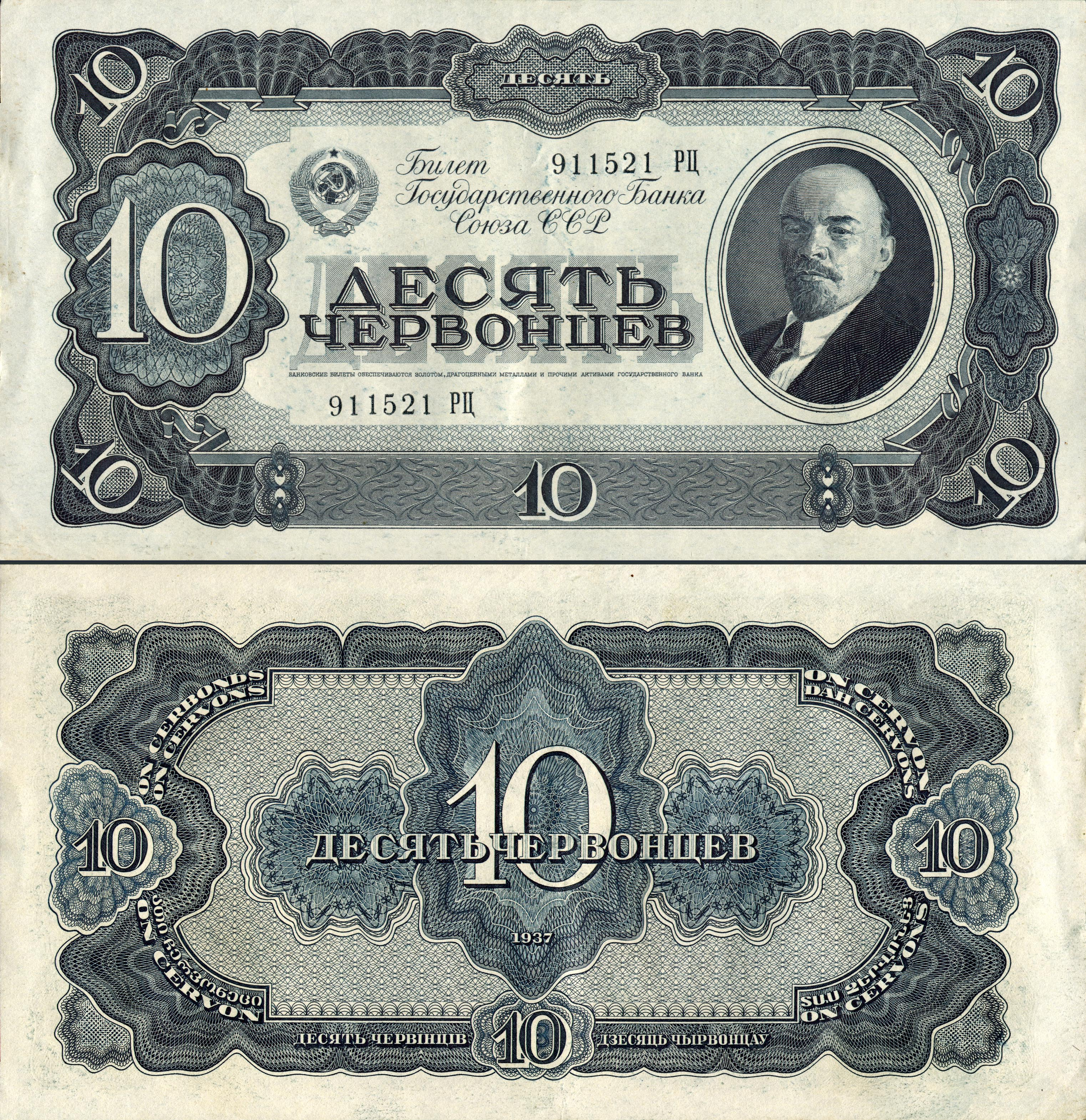
Bancnotă sovietică cu valoarea nominală de 10 cervonțev (10 cervoneți) din 1937

Cervoneț (în rusă черво́нец, la  plural: червонцы, pronunțat: cervónțî) a fost o veche unitate monetară din Imperiul Rus și din Uniunea Sovietică.

## Etimologie
La origine, cervoneț este un termen folosit pentru piesele monetare realizate dintr-un aliaj de aur foarte pur. Denumirea derivă de la culoarea roșiatică a aurului pur: în rusă червонный, червонная, червоннoe, trascris cervónnîĭ, cervónnaia, cervónnoie, „roșu-aprins”, și de aici, sintagma din rusă червонное золото, transcris cervonnoie zoloto: „aur pur”, „aur curat”.

## Istorie

### Sub Imperiul Rus
| Împărat             | Cervoneți                                  | Dublu Cervoneți  |
| ------------------- | ------------------------------------------ | ---------------- |
| Petru cel Mare      | 1701-1703, 1706-1707, 1710-1714, 1716      | 1701-1702, 1714  |
| Petru al II-lea     | 1729                                       |                  |
| Anna Iannovna       | 1730, 1738, 1739                           |                  |
| Elizabeth           | 1742-1744, 1746-1749, 1751-1753, 1755-1759 | 1749, 1751, 1755 |
| Petru al III-lea    | 1762                                       |                  |
| Ecaterina cea Mare  | 1762-1783, 1785-1786, 1795-1796            |                  |
| Pavel I             | 1796, 1797                                 |                  |
| Alexandru al II-lea | 1802, 1804-1805                            |                  |

Înainte de domnia lui Petru I, numele de cervoneț a fost aplicat diferitelor monede de aur care erau în circulație în Rusia, în cea mai mare parte ducați olandezi și țechini italieni. În 1701, Rusia a introdus propriul său cervoneț din aur, care avea aceeași masă (3,47 g) și același titlu de aliaj (986‰), ca și ducatul.
Cervoneții au fost bătuți până în 1757, când au fost înlocuiți de rublă, cu un aliaj inferior, precum și de imitații ale ducaților din Țările de Jos, cunoscute fiind prestigiul acestor monede și cererea de monede de aur.

### Sub puterea sovietică
În 1922, în timpul războiului civil, guvernul sovietic a încercat să aplice idealurile economice comuniste și eliminarea datoriilor prin devalorizarea sistematică a rublei și a monedelor asociate (diverse forme ale rublei imperiale, moneda kerenka și, mai târziu, sovznak)
În același timp, autoritățile au introdus o monedă paralelă numită cervoneț, care avea convertibilitate deplină, bazată pe etalonul-aur. Aceste monede aveau greutatea de 8,6 g, iar aliajul avea titlul de 900‰ (7,74234 grame de aur fin, echivalent cu 1/4 uncie) și au primit cote ridicate la bursele de valori străine, permițând finanțarea Noii Politici Economice (NEP). 1 cervoneț era cotat la valoarea de 10 ruble. Pe aversul monedei din 1923 se poate citi: „cervoneț rus”. Nu se știe dacă monedele bătute în 1924, cu milesimul 1925, au fost vreodată în circulație. Apoi producția de piese de aur a încetat.
Inițial, cervoneții sovietici din aur au fost bătuți cu milesimele 1923 și 1925. Foarte puțini cervoneți emiși în 1923 s-au mai păstrat; recent o astfel de piesă a fost pusă în vânzare pentru o sumă de peste 7.000 $.
În prezent, se știe că există cinci exemplare de cervoneți din aur emiși în 1925. Toate se află la Moscova, Federația Rusă. Trei dintre aceste piese sunt păstrate la Muzeul Goznak al monetăriei oficiale a Rusiei, celelalte două sunt la Muzeul de Artă „A. S. Pușkin”.
În 1937 portretul lui Lenin a apărut gravat pe primele bancnote emise în cervoneți. Cervoneții au încetat să mai fie emiși odată cu reforma monetară din 1947. Cu toate acestea, un mare număr de cervoneți din aur (7.350.000 de exemplare) au fost rebătuți, după modelul celor emiși în anii 1920, înainte de Jocurile Olimpice de Vară din 1980 de la Moscova, pentru satisfacerea interesului colecționarilor și al întreprinderilor. Acești cervoneți au fost puși în vânzare la dispoziția celor interesați în perioada 1975-1982.

### În Federația Rusă
În 1995, Banca Centrală a Federației Ruse a lansat vânzările de cervoneți de aur, rebătuți în anii 1975-1982, prin băncile comerciale din Rusia. La sfârșitul lui 2001 cervonețului sovietic de aur i-a fost acordat statutul de mijloc legal de plată de către banca centrală și transformat într-o monedă oficială de investiții.
Abia începând din 1996 piața aurului din Federația Rusă a fost deschisă cetățenilor ruși.
La mijlocul anilor 2000 stocul de cervoneți de aur în casele băncii centrale s-a terminat și s-a dispus baterea unei noi monede de aur de investiții, Sfântul Gheorghe Victorios, în 2006.